# The Loud House Movie
The Loud House Movie (The Loud House: O Filme (em português brasileiro) ou Loud em Casa: O Filme (em português europeu) é um filme de animação estadunidense de 2021 do gênero comédia e musical, baseado na série de animação da Nickelodeon, The Loud House. O filme foi produzido pela Nickelodeon Movies, foi dirigido por Dave Needham em sua estreia na direção, de um roteiro de Kevin Sullivan e Chris Viscardi, e estrelando as vozes de David Tennant, Michelle Gomez, Katy Townsend e o elenco de voz regular da série; composto por Asher Bishop, Jill Talley, Brian Stepanek, Catherine Taber, Liliana Mumy, Nika Futterman, Cristina Pucelli, Jessica DiCicco, Gray Griffin, Lara Jill Miller e Andre Robinson, que reprisam seus respectivos papéis.  O primeiro filme da franquia, ambientado entre a quarta e a quinta temporada de The Loud House, conta a história da ida dos Louds para a Escócia, onde descobrem que são descendentes da realeza e donos de um castelo, enquanto lutam contra uma trama maligna.
O filme seria originalmente lançado nos cinemas em 2020 pela Paramount Pictures. Em vez disso, o filme teve um lançamento digital na Netflix em 20 de agosto de 2021. Recebeu críticas mistas a positivas da crítica, elogiando as canções, mensagens emocionantes e lealdade à série, mas criticando a animação, o enredo e o roteiro.
Um filme de televisão de natal de ação ao vivo, A Loud House Christmas, foi lançado para Nickelodeon e Paramount+ em 26 de novembro de 2021.

## Enredo
Lincoln Loud, o filho do meio e único filho de Lynn Loud Sr. e Rita Loud, passa seu tempo ajudando suas irmãs - Lori, Leni, Luna, Luan, Lynn, Lucy, Lana, Lola e Lisa - durante o dia - deveres de hoje, ao mesmo tempo em que ensina sua irmã mais nova, Lily, a lidar com a vida em uma família grande. Depois de um dia particularmente bem-sucedido em que todas as irmãs ganham prêmios, elas comemoram no restaurante de Lynn Sr. Enquanto estão lá, as irmãs Loud são elogiadas pelos fãs, enquanto Lincoln é empurrado para o lado e ignorado. Sentindo que está vivendo na sombra deles, ele consulta seu amigo Clyde McBride, que lhe conta sobre a época em que soube que o lado da família de sua avó era de Paris.
Inspirado, Lincoln faz a mesma pergunta a seus pais e Lisa consegue rastrear a herança de Lynn Sr. até a Escócia. A família Loud então segue para a Escócia para uma semana de férias em uma viagem agitada envolvendo paraquedas de um porão de carga, voando em um balão de ar quente e viajando em um submarino.  Ao chegar na cidade escocesa de Loch Loud, uma cidade cheia de muitas esquisitices, a família Loud aprende com um menino chamado Scott por quem Leni se apaixona e os cidadãos de Loch Loud que eles são descendentes da realeza escocesa. Eles são conduzidos a um castelo administrado pelo zelador Angus e pelo descontente zeladora Morag.
Angus então mostra à família uma pintura de seus ancestrais que tem uma notável semelhança com eles mesmos e revela que eles governaram a cidade por muitos anos antes de partir para sempre. Lincoln finalmente aprende com Angus que seu próprio homólogo ancestral, o duque da família, era o membro mais especial da família, para sua alegria. Querendo se tornar o novo duque de Loch Loud, ele participa de muitos eventos de serviço comunitário para ajudar a restaurar a vila à sua antiga glória e, eventualmente, a culpa leva o resto da família a se mudar para a Escócia para sempre, já que a família não precisa mais dividir um banheiro. Uma ligação ruim de Lori faz com que Bobby pense que eles estão terminando.
Enquanto os Louds se ajustam à sua descoberta enquanto experimentam o fantasma de sua descendente Lucille Loud, uma dragão bebê que cresce muito rápido sempre que come o que eles chamam de Lela, e aproveitando o tempo no castelo, Morag fica frustrada com a família depois de morar no castelo de forma pacífica e silenciosa por muitos anos. Ela então elabora um plano como sua ancestral Aggie para fazer com que a família deixe Loch Loud para sempre, hipnotizando Lela com uma pedra preciosa mágica conhecida como Pedra do Dragão e o cetro real.
Depois que as irmãs começam a chamar a atenção na aldeia, Morag engana Lincoln para que monte Lela para tentar chamar sua atenção de volta.  Enquanto ele monta o dragão, ela usa a pedra preciosa e o cetro para hipnotizá-lo para destruir a cidade, para que Lincoln seja culpado pelo caos. Sentindo-se culpado pelo dano, Lincoln pede à família que volte para casa em Royal Woods. Enquanto a família volta para casa, Morag passa a se tornar a nova duquesa da cidade, para o desgosto dos aldeões. Em retaliação, ela hipnotiza Lela novamente para causar mais destruição à aldeia.
Lucille conta à família o plano de Morag e o que ela está fazendo com a cidade. As crianças Loud voltam para a cidade em um barco a remo e se unem para derrotar Morag e des-hipnotizar Lela. As irmãs eventualmente recuperam o cetro e Lincoln, usando suas habilidades mágicas e com a ajuda de Lily, destrói a Pedra do Dragão, que tira Lela de seu feitiço. Em resposta, Lela deixa Morag em uma ilha cheia de focas barulhentas. Os cidadãos de Loch Loud parabenizam a família e pedem a Lincoln que retome seu lugar como duque do reino. Embora Lincoln recuse e, em vez disso, ofereça a coroa a Angus, sentindo que ele a merece mais. Esta decisão é aprovada pelos cidadãos e pelos outros fantasmas dos ancestrais Loud.
Depois de ajudar a consertar a vila, a família Loud se despede de Angus e dos aldeões e volta para casa em Royal Woods. Bobby chega para se reunir com Lori apenas para descobrir que ela foi embora. Clyde dá as boas-vindas a Lincoln de volta a Royal Woods com alguns pastéis de nata com tema duque.
Durante os créditos, são mostradas imagens estáticas que incluem, mas não estão limitadas ao fantasma do Duque montando Lela, Bobby se reunindo com Lori, Leni contatando Scott online, Lincoln ganhando um troféu de terceiro lugar em um show de mágica, Lela colocando três ovos e Angus e os fantasmas resgatando Morag, que agora trabalha como zeladora com Lela mantendo-a na linha.

## Elenco
| Personagem                           | Dublador/Ator original |
| ------------------------------------ | ---------------------- |
| Lincoln Loud                         | Asher Bishop           |
| The Duke                             | Asher Bishop           |
| Angus                                | David Tennant          |
| Morag                                | Michelle Gomez         |
| Rita Loud                            | Jill Talley            |
| Antepassado de 1600 de Rita Loud     | Jill Talley            |
| Lynn Loud Sr.                        | Brian Stepanek         |
| Antepassado de 1600 de Lynn Loud Sr. | Brian Stepanek         |
| Lori Loud                            | Catherine Taber        |
| Leni Loud                            | Liliana Mumy           |
| Antepassado de 1600 de Leni Loud     | Liliana Mumy           |
| Luna Loud                            | Nika Futterman         |
| Lynn Loud Jr.                        | Jessica DiCicco        |
| Lucy Loud                            | Jessica DiCicco        |
| Lola Loud                            | Grey Griffin           |
| Lana Loud                            | Grey Griffin           |
| Lily Loud                            | Grey Griffin           |
| Scoots                               | Grey Griffin           |
| Lisa Loud                            | Lara Jill Miller       |
| Antepassado de 1600 de Lisa Loud     | Lara Jill Miller       |
| Lucille Loud                         | Katy Townsend          |
| Mrs. Scroggins                       | Katy Townsend          |
| Old Aggie                            | Katy Townsend          |
| Cylde McBride                        | Andre Robinson         |
| Bobby Santiago                       | Carlos PenaVega        |
| Ronnie Anne Santiago                 | Izabella Alvarez       |
| Scott                                | Billy Boyd             |
| Pescador                             | Billy Boyd             |
| Lela, a Dragão                       | Jan Johns              |
| Lolo, o Dragão                       | Jan Johns              |
| Capitão Submarino                    | Candi Milo             |
| Campainha                            | Carlos Alazraqui       |
| Nana May                             | Debra Wilson           |
| Nana Collette                        | Debra Wilson           |
| Nana Helene                          | Debra Wilson           |
| Mrs. Turnberry                       | Debra Wilson           |
| Proprietário da Loja de Fichas       | Ruth Connell           |
| Taxista                              | Ruth Connell           |
| Proprietário da Peixaria             | Tru Valentino          |
| Sobrinho do Tio Jack                 | Peter Ettinger         |

## Produção

### Desenvolvimento
Em 28 de março de 2017, o presidente da Paramount Pictures, Marc Evans, anunciou um filme baseado na série originalmente programado para ser lançado nos cinemas em 7 de fevereiro de 2020. No entanto, em janeiro de 2019, a Paramount retirou o filme de sua programação. Em 5 de fevereiro de 2019, foi anunciado que o filme seria produzido para lançamento na Netflix.
O presidente da Paramount, Marc Evans, anunciou que, durante Comic-Con, o estúdio trabalhará em estreita colaboração com as marcas de TV da Viacom, principalmente a Nickelodeon, que inclui este filme. Quando o filme foi anunciado pela primeira vez na Comic-Con 2017, o criador da série Chris Savino afirmou que o filme não seria canon para o programa. Mais tarde, Dave Needham contradiz a afirmação de Savino, afirmando que é cânone, já que Lily ainda está em sua aparência de fralda. Em uma entrevista posterior no podcast do Nerds Social Club, Needham afirma que este filme se passa durante o verão em algum lugar entre "Coupe Dreams" e "Schooled!"
Savino não teve envolvimento no filme depois de ser demitido do programa devido a acusações de assédio sexual em outubro de 2017. Em janeiro de 2021, foi anunciado que o filme faria parte da programação de filmes da Netflix em 2021. O elenco e a equipe do filme foram revelados em abril de 2021, confirmando que todo o elenco principal reprisará seus papéis no programa, incluindo novos membros como David Tennant, Billy Boyd e Michelle Gomez.

### Música
A trilha sonora do filme foi lançada no mesmo dia do lançamento do filme, 20 de agosto. Os temas de Christopher Lennertz e a música oficial de Phillip White, traz muitas canções cantadas por Oh, Hush!, graywolfe, Distant Cousins e Tide Lines. A trilha sonora completa do filme está disponível no Spotify e em outros provedores populares de MOD.

## Lançamento
The Loud House Movie foi originalmente agendado para lançamento nos cinemas em 7 de fevereiro de 2020, no entanto, em janeiro de 2019, a Paramount Pictures o removeu de seu calendário de lançamentos. Em 5 de fevereiro de 2019, o CEO da Viacom, Bob Bakish, anunciou que, em vez do lançamento nos cinemas pela Paramount Pictures, o filme seria lançado no serviço de streaming Netflix. Esta notícia foi posteriormente confirmada por uma declaração oficial da Netflix anunciando um "acordo de vários anos entre a Netflix e a Nickelodeon" em novembro de 2019. Em abril de 2021, a Netflix anunciou por meio de um teaser trailer que o filme seria lançado durante o verão de 2021. Em julho de 2021, a Netflix anunciou por meio de um trailer que a data final de lançamento do filme estava marcada para 20 de agosto de 2021.

## Recepção
The Loud House Movie recebeu críticas mistas a positivas dos críticos. Bob Hoose, do pluggedin.com de Focus on the Family, deu uma crítica positiva ao filme, dizendo que "The Loud House Movie é um musical bem equilibrado que de alguma forma dá a todas as crianças - com suas personalidades e peculiaridades distintas - um momento para brilhar. Tudo ao mesmo tempo, também oferece um conto divertido e cheio de risadas de castelos, dragões e zeladores traidores". A crítica da Common Sense Media publicada no The Washington Post observou que os pais devem "esperar alguns xingamentos como 'perdedor' e 'Lincoln fedorento'", mas observou que, "no geral, esta é uma história engraçada e comovente que toda a família pode desfrutar".

### Prêmios
| Ano  | Prêmio                               | Categoria                                  | Indicado(s)  | Resultado | Ref.   |
| ---- | ------------------------------------ | ------------------------------------------ | ------------ | --------- | ------ |
| 2021 | 12th Hollywood Music in Media Awards | Trilha Sonora Original - Filme de Animação | Philip White | Indicado  | [ 27 ] |